# دوري بروناي لكرة القدم
الدوري البروناي لكرة القدم، (بالملاوية:DST GROUP LIGA PERDANA BRUNEI) هي دوري كرة القدم لسلطنة بروناي الإسلامية، وهي تتبع للإتحاد البروناوي لكرة القدم، وتلعب لدوري الممتاز في البلد الصغير الحجم .

## وصلات خارجية
- League at fifa.com